# Tmesisternus mimethes
Tmesisternus mimethes är en skalbaggsart som först beskrevs av Kriesche 1926.  Tmesisternus mimethes ingår i släktet Tmesisternus och familjen långhorningar. Inga underarter finns listade i Catalogue of Life.